# هوای برادرز
هوای برادرز (انگلیسی: Huayi Brothers) شرکت سرگرمی چینی است، که در سال ۱۹۹۴ تأسیس شد.